# Aethria analis
Aethria analis là một loài bướm đêm thuộc phân họ Arctiinae, họ Erebidae.